# Амбары Сагирова
Амбары Сагирова — утраченный памятник градостроительства и архитектуры в Нахичеванском микрорайоне Ростова-на-Дону на улице 26-я линия. 
Построен в 1879 году нахичеванским хлебопромышленником Никитой Карповичем Сагировым. На фасаде была размещена надпись «Хлебные ссыпки Сагирова». 
В 1998 году зданию был присвоен статус объекта культурного наследия России регионального значения. К 2020 году здание было снесено, а на его месте построен многоквартирный жилой комплекс.